# Winfield (Illinois)
Winfield és una vila dels Estats Units a l'estat d'Illinois. Segons el cens del 2000 tenia 8.718 habitants.

## Demografia
Segons el cens del 2000, Winfield tenia 8.718 habitants, 2.975 habitatges, i 2.403 famílies. La densitat de població era de 1.246,7 habitants/km².
Dels 2.975 habitatges en un 43% hi vivien nens de menys de 18 anys, en un 72,5% hi vivien parelles casades, en un 6,4% dones solteres, i en un 19,2% no eren unitats familiars. En el 16,3% dels habitatges hi vivien persones soles el 5,1% de les quals corresponia a persones de 65 anys o més que vivien soles. El nombre mitjà de persones vivint en cada habitatge era de 2,91 i el nombre mitjà de persones que vivien en cada família era de 3,3.
Per edats la població es repartia de la següent manera: un 30,1% tenia menys de 18 anys, un 5,1% entre 18 i 24, un 31,5% entre 25 i 44, un 25,6% de 45 a 60 i un 7,7% 65 anys o més.
L'edat mediana era de 37 anys. Per cada 100 dones de 18 o més anys hi havia 91,8 homes.
La renda mediana per habitatge era de 89.060 $ i la renda mediana per família de 98.528 $. Els homes tenien una renda mediana de 62.433 $ mentre que les dones 42.328 $. La renda per capita de la població era de 35.482 $. Aproximadament el 0,8% de les famílies i el 3% de la població estaven per davall del llindar de pobresa.

## Poblacions properes
El següent diagrama mostra les poblacions més properes.